# Тиран (персонаж)
Тиран (англ. Tyrant) — кодове ім'я серії персонажів-босів в іграх та фільмах франшизи Resident Evil, створеної компанією Capcom.
Вперше персонаж з'явився в 1996 році, в оригінальній грі Resident Evil. Персонажі є суперсолдатами, створеними шляхом біоінженерії корпорацією Umbrella з метою отримати слухняну біологічну зброю.
Тирани з'являються в більшості ігор серії Resident Evil. З моменту своєї першої появи, вони стали найбільш впізнаваними і популярними істотами франшизи і навіть ігор в цілому.

## Появи

### У Resident Evil
Ігрова серія містить багато видів Тиранів, що з'явилися в результаті різних експериментів. Після відкриття вірусу 'Прародитель' (англ. Progenitor), засновники корпорації Umbrella прагнуть створити біоорганічної зброю (Б. О. О.), Одночасно потужну і здатну виконувати накази. До подій, ш описаних в Resident Evil Zero, Амбрелла використовувала вірус «Прародитель», щоб створити вірус «Тиран» (T-вірус), який на їхню думку, може бути використаний для виробництва потужних організмів. Проблема сумісності вірусу з людиною зупинила проєкт, так як тільки люди з дуже врідкісною генетикою здатні перетворюватися в потужні і керовані форми життя. Амбрелла, врешті-решт, перемогла себе й цю перешкоду, вдавшись до використання клонів Сергія Володимира, одного зі своїх керівників, який виявляється генетично сумісним. Події Resident Evil Zero і Resident Evil розповідають про початкових прототипах Тиранів, T-001 і T-002. І хоча ці два прототипи Тирана зазнали поразки в своєму першому ж бою, Амбрелла вдається зібрати і використовувати бойові дані цих поразок для виробництва інших, більш ефективних Тиранів. Протягом сюжетної лінії серії були створені численні тирани, кожен зі своїми власними визначальними характеристиками. Оновлена версія Тирана також існувала в Resident Evil 5, під час розробки гри, але з остаточної версії гри його вирізали.
Тирани послідовно зображувалися як гротескні і жорстокі нелюдські істоти, але їх інтелект змінювався. Перші два Тирана, що з'являлися в Resident Evil Zero і Resident Evil, показані як немудрі. Тоді як модель «T-103» (більш відома як «Містер Ікс», а іноді і як «Плащ») в грі Resident Evil 2 і модель "T-Типу Немезіс" в Resident Evil 3: Nemesis мають деякий інтелект і здатність виконувати конкретні інструкції. Зброя, що використовується тиранами також є різноманітною. Наприклад, більшість Тиранів в серії покладається на чисто фізичну силу, щоб підпорядкувати супротивників, однак Немезіс може використовувати для стрільби з плеча портативну ракетну установку (і навіть кулемет в Operation Raccoon City). А Тиран проєкту «T-ALOS» (англ. Tyrant-Armored Lethal Organic System, в грі Resident Evil: The Umbrella Chronicles) має реактивну систему залпового вогню, закріплену на плечі. Мутований Морфей Д. Дюваль (Resident Evil: Dead Aim) володіє біоелектричними здібностями.